# بوفيريا
البُوفيرِيَّا (الاسم العلمي: Beauveria)، جنس فطريات من الفطريات الناقصة لاجنسي التكاثر من فصيلة هراويات الرأس. وهو من أكثر الفطريات إمراضًا للحشرات ومنه ما يُستخدم في المكافحة الحيوية.